# کاخ یلدیز

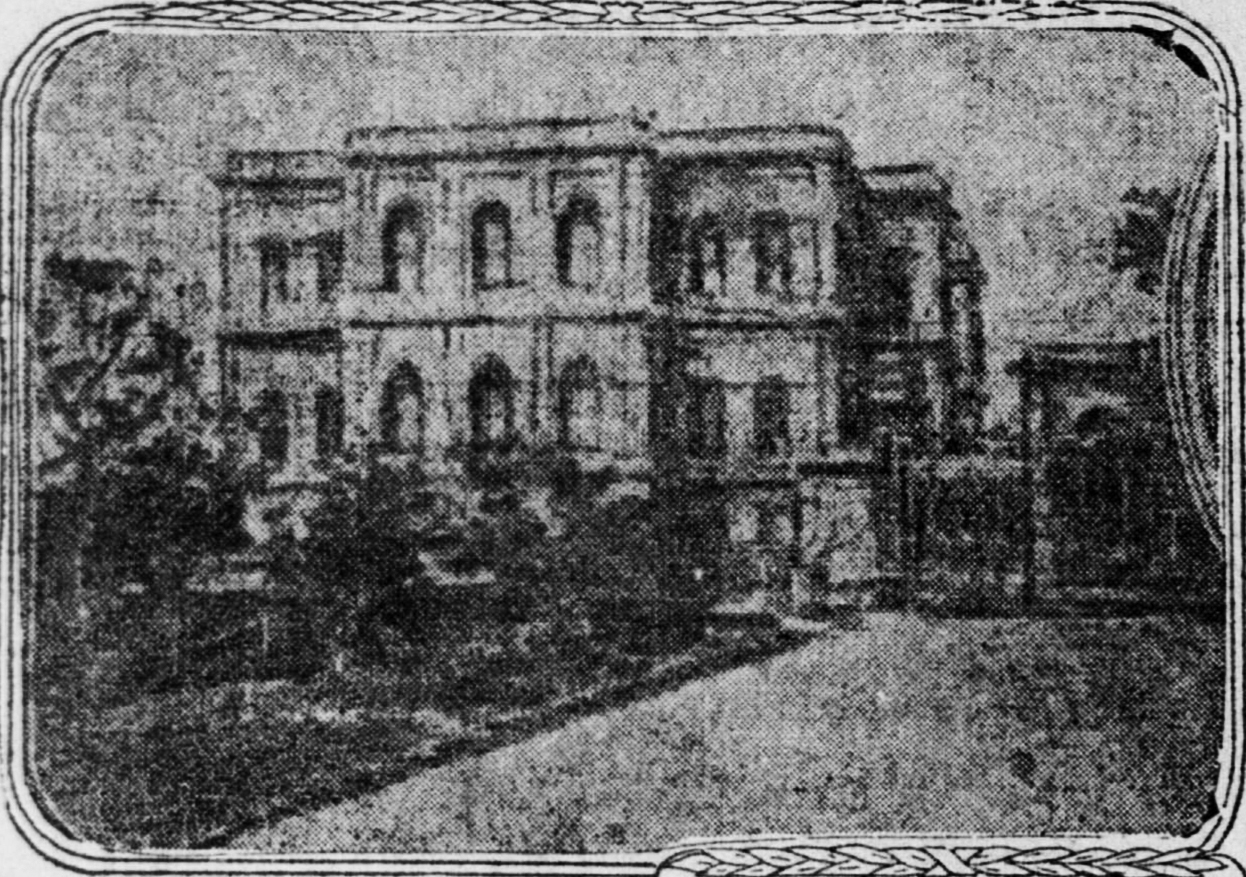
نمای کاخ یلدیز، ۱۹۰۹

کاخ یلدیز (به ترکی استانبولی: Yıldız Sarayı، IPA: [jɯɫˈdɯz saɾaˈjɯ]) مجموعه بزرگی از سالن‌ها و ویلاهای سلطنتی سابق عثمانی در استانبول، ترکیه است که در قرن ۱۹ و اوایل قرن ۲۰ ساخته شده‌است. این کاخ در اواخر قرن نوزدهم به عنوان محل اقامت سلطان‌های عثمانی استفاده می‌شد.
کاخ یلدیز، به معنی «کاخ ستاره»، در سال ۱۸۸۰ ساخته شد و مورد استفاده سلطان عثمانی عبدالحمید دوم، امپراتوری عثمانی بود. منطقه کاخ در اصل از زمین‌های جنگلی طبیعی پوشیده شده بود و در زمان سلطان احمد اول به یک ملک امپراتوری تبدیل شد. بعد از سلطان احمد اول، سلاطین مختلف از این کاخ برای استراحت استفاده می‌کردند. سلاطین عبدالمجید اول و عبدالعزیز در محوطه آن عمارت‌هایی ساختند.

## کاربری فعلی
پس از پایان امپراتوری عثمانی، این کاخ ابتدا به عنوان یک کازینوی لوکس مورد استفاده قرار گرفت و بعد از آن تبدیل به یک مهمان‌سرا برای سران دولت‌ها و خانوادهٔ سلطنتی شد. امروز این کاخ به موزه تبدیل شده‌است که برای مهمانی‌های خصوصی از آن استفاده می‌شود. این کاخ واقع در منطقه بشیکتاش استانبول واقع شده‌است.

## نگارخانه

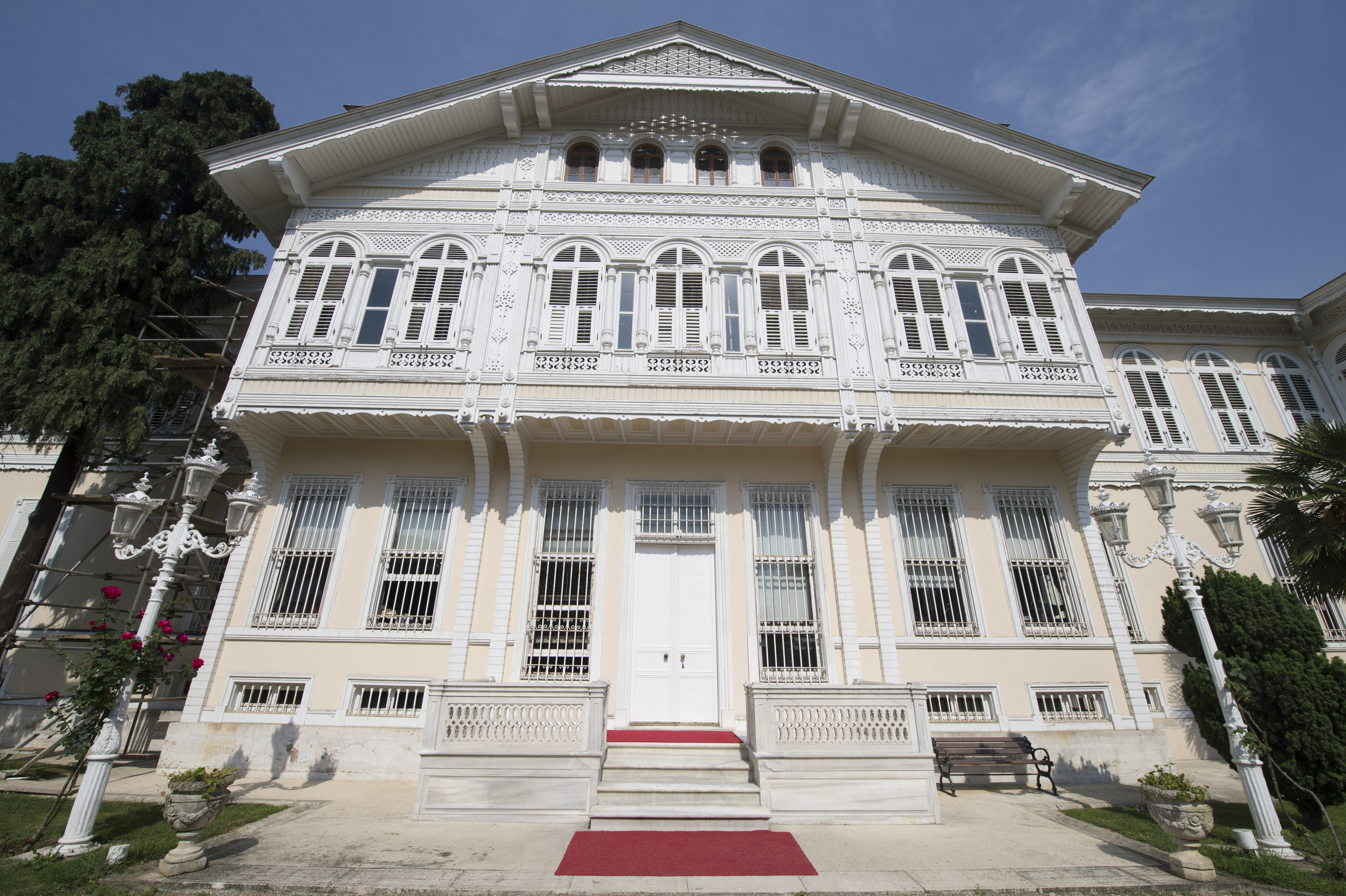
کاخ ییلدیز
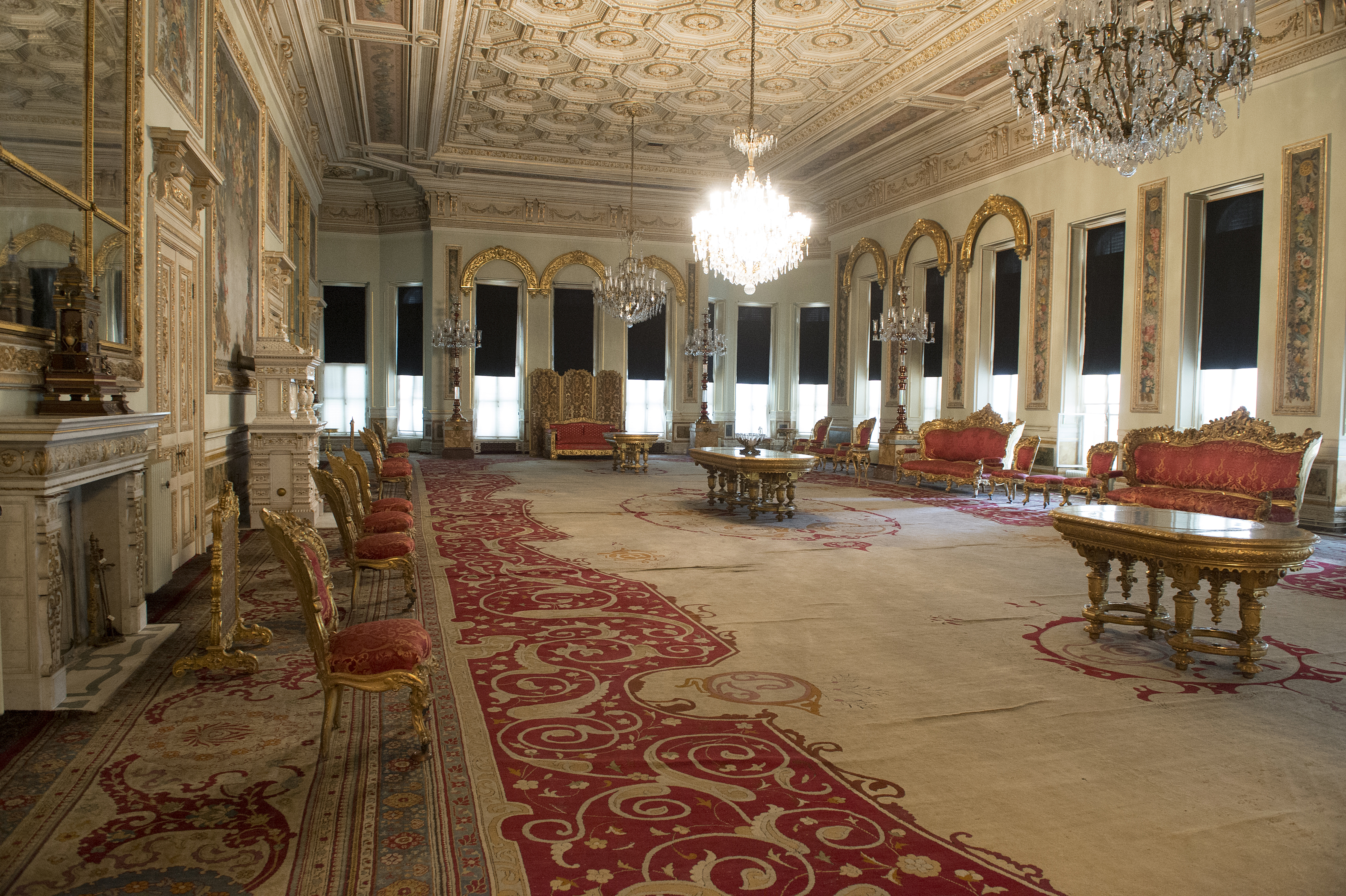
کاخ ییلدیز
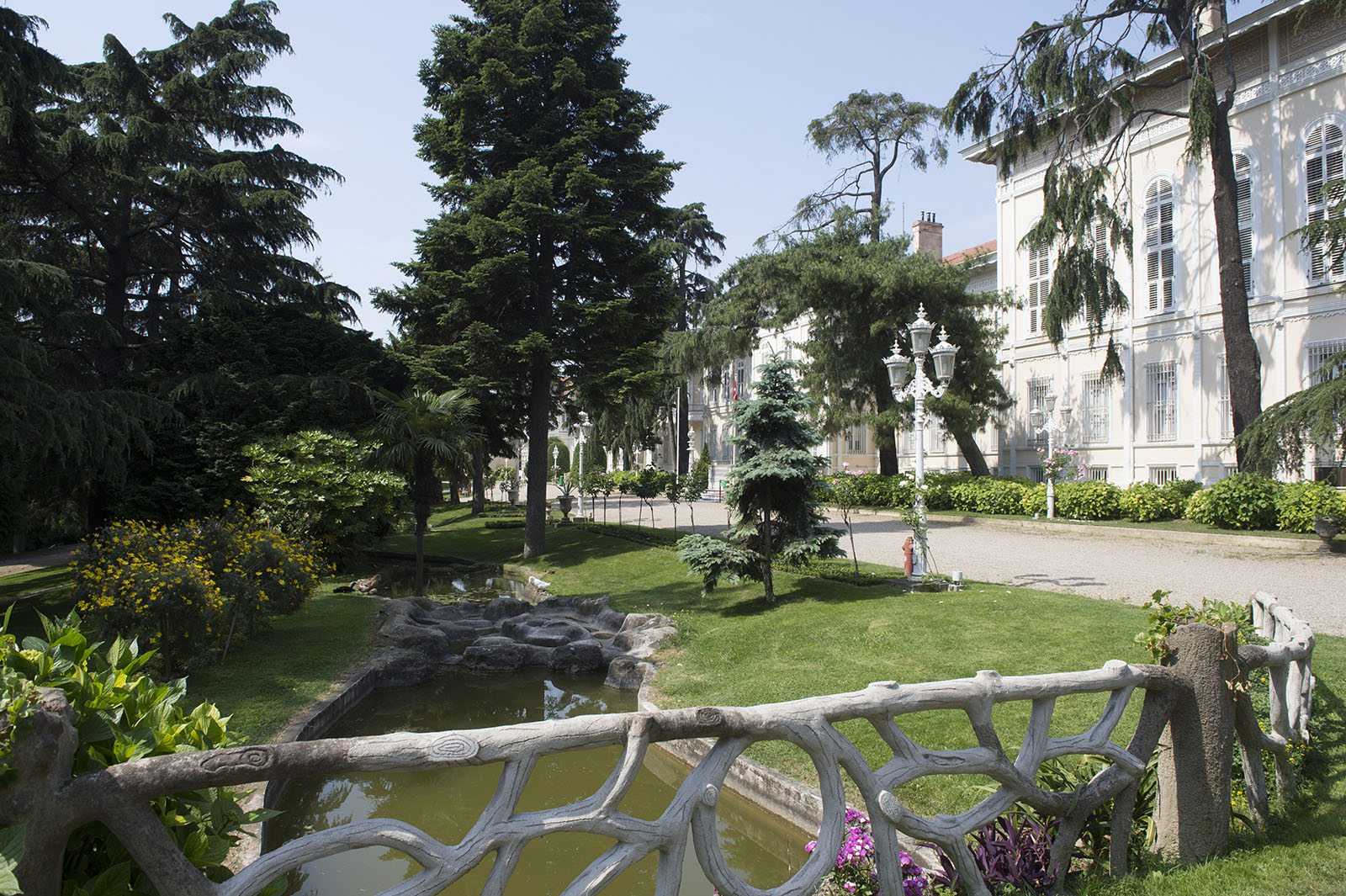
باغ کاخ یلدیز
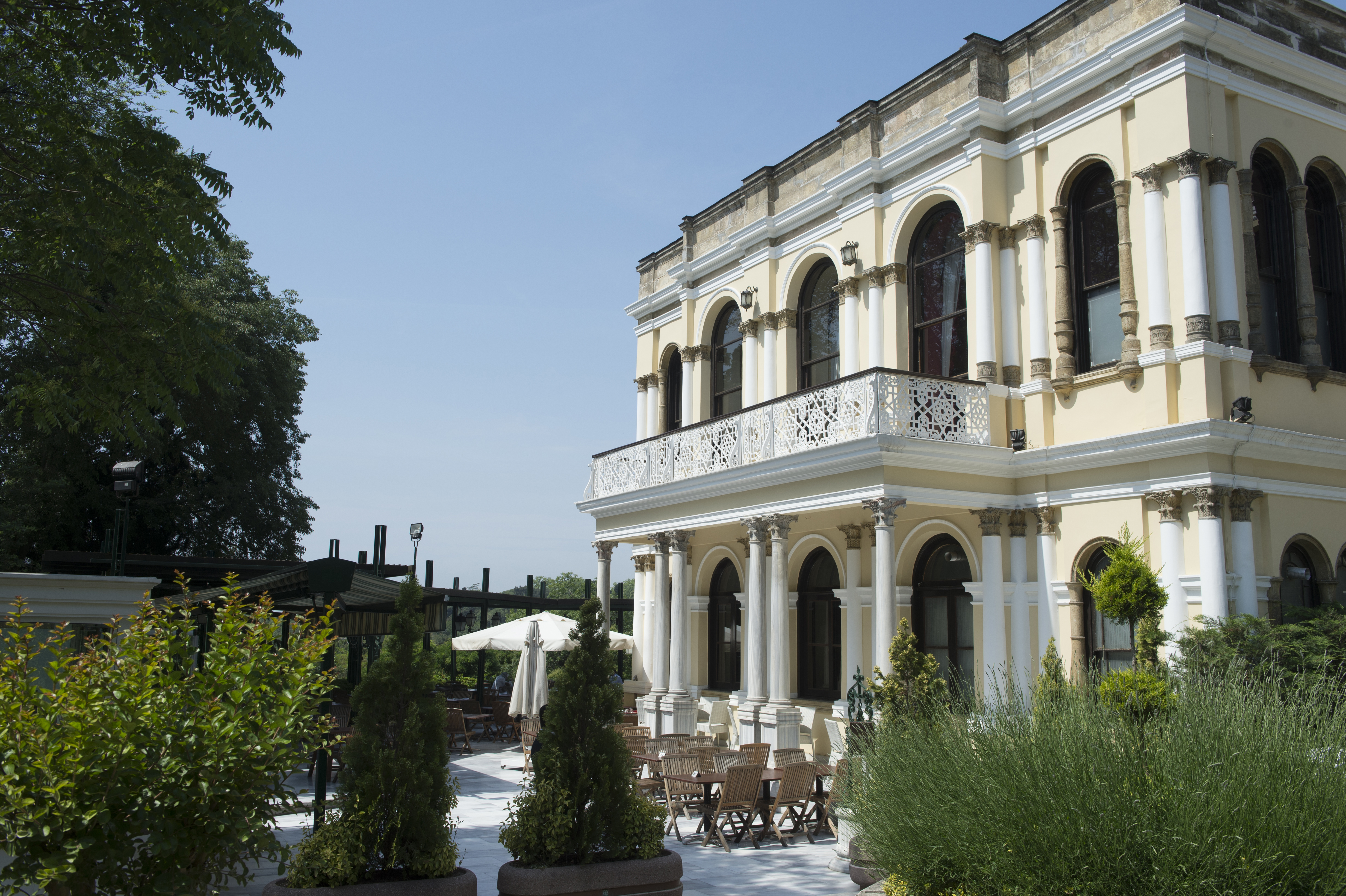
کاخ ییلدیز
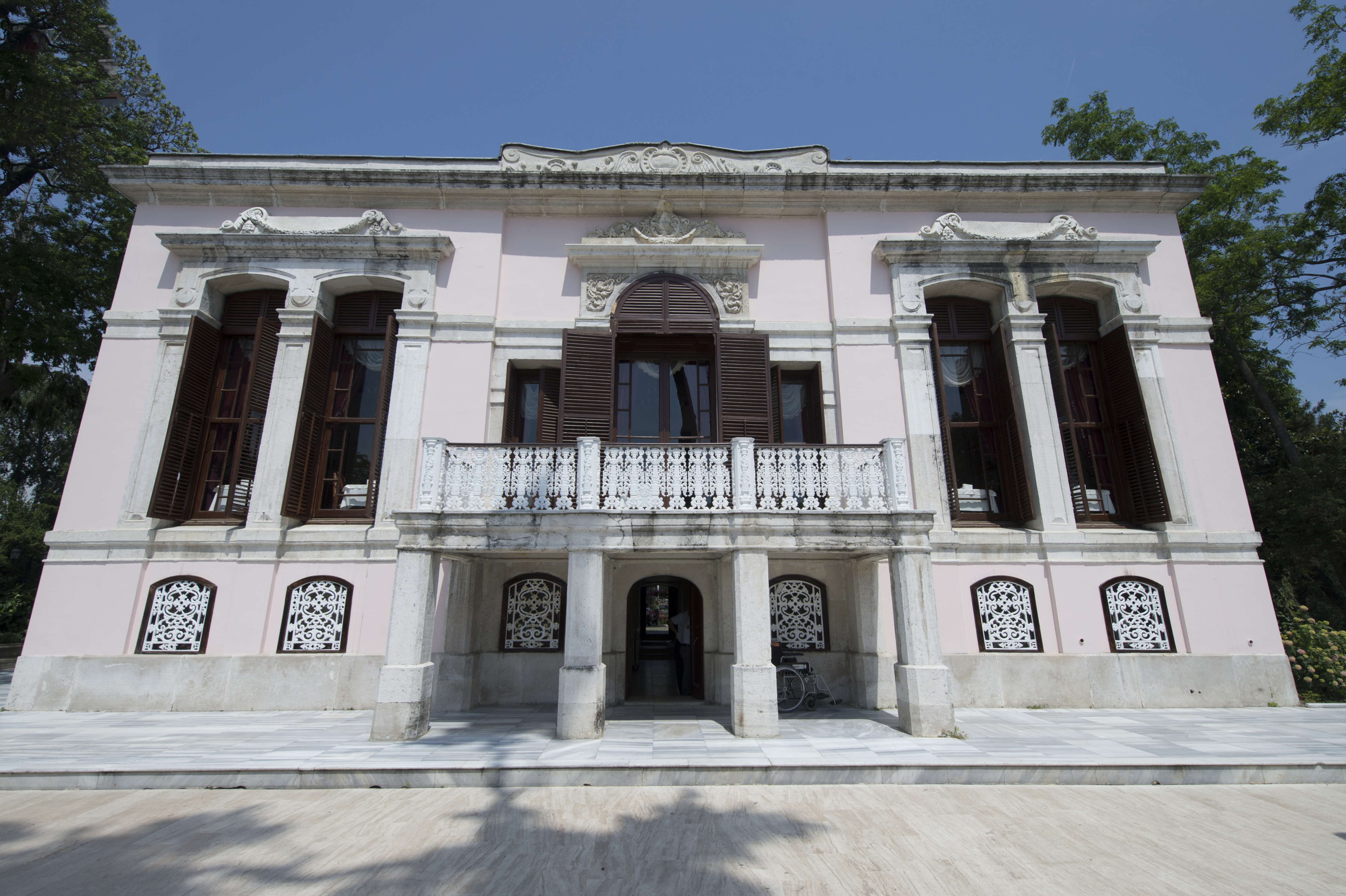
کاخ یلدیز